# Kuželovský potok
Der Kuželovský potok ist ein linker Nebenfluss der Velička in Tschechien.

## Geographie
Der Kuželovský potok entspringt am Westhang der Bojiště (438 m) unterhalb der Windmühle von Kuželov in den Weißen Karpaten. An seinem Lauf in nordwestliche Richtung liegen die Ortschaften Kuželov und Hrubá Vrbka. Südlich von Hroznová Lhota mündet der Bach im Dolnomoravský úval (Südliches Marchbecken) in die Velička.
Der Kuželovský potok hat eine Länge von 7,9 km, sein Einzugsgebiet beträgt 28,9 km².

## Zuflüsse
- Malanský potok (l), unterhalb Hrubá Vrbka
- Bařinský potok (r), unterhalb Hrubá Vrbka